# Sitio de unión al ribosoma
El sitio de unión al ribosoma o RBS es una secuencia de nucleótidos aguas arriba del codón de inicio de una transcripción de ARNm que es responsable del reclutamiento de un ribosoma durante el inicio de la traducción. En su mayoría, sitio de unión al ribosoma se refiere a secuencias procariotas, aunque se han descrito sitio interno de entrada al ribosoma (IRES) en ARNm de células eucariotas. El reclutamiento de ribosomas en eucariotas generalmente está mediado por la caperuza 5' presente en los ARNm eucariotas.

## En procariotas
El sitio de unión al ribosoma en procariotas es una región aguas arriba del codón de inicio. Esta región del ARNm tiene la secuencia 5'-AGGAGG-3', también llamada secuencia Shine-Dalgarno (SD). La secuencia complementaria (CCUCCU), denominada anti-Shine-Dalgarno (ASD), está contenida en el extremo 3' de la región 16S de la subunidad ribosómica más pequeña (30S). Al encontrar la secuencia de Shine-Dalgarno, el ASD de los pares de bases del ribosoma se empareja con ella, después de lo cual se inicia la traducción.
Se han encontrado variaciones de la secuencia 5'-AGGAGG-3' en las arqueas como regiones 5'-GGTG-3' altamente conservadas, 5 pares de bases aguas arriba del sitio de inicio. Además, algunas regiones de iniciación bacterianas, como la rpsA, carecen por completo de secuencias SD identificables.

### Efecto en la tasa de iniciación de la traducción
Los ribosomas procariotas comienzan la traducción de la transcripción de ARNm mientras el ADN aún se está transcribiendo. Por lo tanto, la traducción y la transcripción son procesos paralelos. El ARNm bacteriano suele ser policistrónico y contiene múltiples sitios de unión a ribosomas. El inicio de la traducción es el paso más altamente regulado de la síntesis de proteínas en procariotas.
La velocidad de traducción depende de dos factores:
1. la velocidad a la que un ribosoma es reclutado para el RBS
2. la velocidad a la que un ribosoma reclutado puede iniciar la traducción (es decir, la eficiencia de iniciación de la traducción)

La secuencia de sitio de unión al ribosoma afecta a ambos factores.

### Factores que afectan la tasa de reclutamiento de ribosomas
La proteína ribosómica S1 se une a las secuencias de adenina aguas arriba del sitio de unión al ribosoma. El aumento de la concentración de adenina aguas arriba del sitio de unión al ribosoma aumentará la tasa de reclutamiento de ribosomas.

### Factores que afectan la eficiencia del inicio de la traducción
El nivel de complementariedad de la secuencia Shine-Dalgarno del ARNm con el ASD ribosómico afecta en gran medida la eficacia del inicio de la traducción. Una complementariedad más rica da como resultado una mayor eficiencia de iniciación. Vale la pena señalar que esto solo se mantiene hasta cierto punto: se sabe que tener una complementariedad demasiado rica disminuye paradójicamente la tasa de traducción, ya que el ribosoma se une demasiado fuerte para proceder aguas abajo.
La distancia óptima entre el sitio de unión al ribosoma y el codón de inicio es variable: depende de la parte de la secuencia Shine-Dalgarno codificada en el sitio de unión al ribosoma real y su distancia al sitio de inicio de una secuencia Shine-Dalgarno consenso. El espaciado óptimo aumenta la tasa de iniciación de la traducción una vez que se ha unido un ribosoma. En un estudio también se descubrió que la composición de los nucleótidos en la propia región espaciadora afecta la tasa de iniciación de la traducción.

### Proteínas de choque térmico
Las estructuras secundarias formadas por el sitio de unión al ribosoma pueden afectar la eficiencia de traducción del ARNm, generalmente inhibiendo la traducción. Estas estructuras secundarias están formadas por enlaces H de los pares de bases de ARNm y son sensibles a la temperatura. A una temperatura superior a la habitual (~42 °C), la estructura secundaria RBS de las proteínas de choque térmico se deshace, lo que permite que los ribosomas se unan e inicien la traducción. Este mecanismo permite que una célula responda rápidamente a un aumento de temperatura.

## En eucariotas

### Caperuza 5'
El reclutamiento de ribosomas en eucariotas ocurre cuando los factores de iniciación de eucariotas elF4F y la proteína de unión a poli(A) (PABP) reconocen el ARNm con la caperuza 5' y reclutan el complejo de ribosomas 43S en esa ubicación.
El inicio de la traducción ocurre después del reclutamiento del ribosoma, en el codón de inicio (subrayado) que se encuentra dentro de la secuencia Kozak ACC AUG G. Dado que la secuencia Kozak en sí no está involucrada en el reclutamiento del ribosoma, no se considera un sitio de unión al ribosoma.

### Sitio interno de entrada al ribosoma (IRES)
Se sabe que los ribosomas eucariotas se unen a las transcripciones en un mecanismo diferente al que involucra el extremo 5 ', en una secuencia llamada sitio interno de entrada al ribosoma. Este proceso no depende del conjunto completo de factores de iniciación de la traducción (aunque esto depende del sitio interno de entrada al ribosoma específico) y se encuentra comúnmente en la traducción del ARNm.

## Anotación de genes
La identificación de unión al ribosoma se utiliza para determinar el sitio de iniciación de la traducción en una secuencia no anotada. Esto se conoce como predicción N-terminal. Esto es especialmente útil cuando se sitúan múltiples codones de inicio alrededor del sitio de inicio potencial de la secuencia codificante de la proteína.
La identificación de los sitio de unión al ribosoma es particularmente difícil porque tienden a estar muy degenerados. Un enfoque para identificar el sitio de unión al ribosoma es usar redes neuronales. Otro enfoque es utilizar el método de muestreo de Gibbs.